# Grigorij Szarok
Grigorij Fiodorowicz Szarok (ros. Григорий Фёдорович Шарок, ur. 1900 we wsi Dworczany w guberni witebskiej, zm. w listopadzie 1981 w Moskwie) – funkcjonariusz radzieckich organów bezpieczeństwa, pułkownik.

## Życiorys
Syn biednego rosyjskiego chłopa, 1913 skończył szkołę wiejską w Pawłowce w obwodzie woroneskim, od sierpnia 1919 do sierpnia 1921 w Armii Czerwonej, od sierpnia 1921 do sierpnia 1924 w wojskach OGPU, od stycznia 1922 w RKP(b). Od sierpnia 1924 do listopada 1926 zarządzający sprawami Najwyższej Rady Gospodarki Narodowej, od listopada 1926 do lipca 1927 słuchacz kursów administratorów handlowych przy Moskiewskim Instytucie Przemysłowo-Ekonomicznym, 1926-1929 sekretarz organizacji WKP(b) "Mostroga", 1928-1929 studiował zaocznie na Komunistycznym Uniwersytecie im. Swierdłowa. Od maja 1930 do czerwca 1931 szef wydziału i sekretarz komitetu WKP(b) zjednoczenia transportowego Ludowego Komisariatu Handlu ZSRR, później pracownik Ludowego Komisariatu Zaopatrzenia Rosyjskiej FSRR, od maja 1932 w OGPU. Pomocnik pełnomocnika, pełnomocnik, pomocnik pełnomocnika operacyjnego i pełnomocnik operacyjny Oddziału I Wydziału Tajno-Politycznego OGPU przy Radzie Komisarzy Ludowych/Głównego Zarządu Bezpieczeństwa Państwowego, od 8 grudnia 1935 młodszy porucznik, a od 5 listopada 1937 porucznik bezpieczeństwa państwowego, 1937-1938 zastępca szefa Oddziału I Wydziału IV Głównego Zarządu Bezpieczeństwa Państwowego. Od listopada 1938 do października 1939 zastępca szefa Oddziału I Wydziału II Głównego Zarządu Bezpieczeństwa Państwowego, od 4 kwietnia starszy porucznik bezpieczeństwa państwowego, od 5 października 1939 do maja 1940 zastępca ludowego komisarza spraw wewnętrznych Kazachskiej SRR w stopniu kapitana, a od 14 marca 1940 majora bezpieczeństwa państwowego, od września 1940 do marca 1941 zastępca szefa, a od marca do lipca 1941 szef Miejskiego Oddziału NKWD w Wilnie. Od lipca 1941 do marca 1942 szef Grupy Specjalnej NKWD przy 22 Armii Frontu Zachodniego/Kalinińskiego, od 18 stycznia do 1 czerwca 1942 szef Oddziału III Wydziału II Zarządu IV NKWD ZSRR, od 1 czerwca 1942 do 14 marca 1943 szef Oddziału II Wydziału I Zarządu IV NKWD ZSRR, od 14 lutego 1943 pułkownik, od 14 maja do 21 sierpnia 1943 zastępca szefa Wydziału II Zarządu IV NKGB ZSRR, od 21 sierpnia do 9 października 1943 szef Wydziału I Zarządu IV NKGB ZSRR, od 9 października 1943 do czerwca 1944 szef Zarządu II NKGB Białoruskiej SRR. Od listopada 1943 do stycznia 1944 szef Grupy Operacyjnej NKGB Białoruskiej SRR w obwodzie mohylewskim i Mścisławiu, od stycznia do czerwca 1944 zastępca szefa Zarządu NKGB obwodu homelskiego, od czerwca 1944 do listopada 1945 zastępca szefa Zarządu NKGB obwodu brzeskiego, od listopada 1945 do 18 czerwca 1946 szef Zarządu NKGB/MGB obwodu mołodeczańskiego. Od 24 stycznia do 1 listopada 1948 zastępca szefa Wydziału I Zarządu V MGB ZSRR, od 4 listopada 1948 do 28 października 1949 zastępca szefa Wydziału V Zarządu V MGB ZSRR, od 28 października 1949 do 22 maja 1952 zastępca szefa Wydziału I Zarządu VII MGB ZSRR, od 22 maja 1952 do 15 marca 1953 zastępca szefa Wydziału II Zarządu VII MGB ZSRR, od 15 marca 1953 do 19 maja 1954 zastępca szefa Wydziału II Zarządu VII MWD ZSRR, od maja 1954 do kwietnia 1961 na emeryturze, od kwietnia 1961 do maja 1968 instruktor Centralnego Automobilklubu w Moskwie, następnie ponownie na emeryturze.

## Odznaczenia
- Order Lenina (25 czerwca 1954)
- Order Czerwonego Sztandaru (24 listopada 1950)
- order Wojny Ojczyźnianej I klasy (21 kwietnia 1945)
- Order Wojny Ojczyźnianej II klasy (28 października 1948)
- Order Czerwonej Gwiazdy (dwukrotnie - 20 września 1943 i 3 listopada 1944)
- Odznaka "Zasłużony Funkcjonariusz NKWD" (5 maja 1945)

I 11 medali.